# عين كور
عين كور عين تقع غرب ولاية صلالة في عمان.
تنفجر العين في موسم الخريف فقط والذي يمتد من منتصف يونيو إلى أواخر شهر سبتمبر من كل عام، حيث تكون قوة العين مرتبطة بقوة الأمطار التي تهطل على الجبل الذي تصب منه العين والمناطق المجاورة له.
تقع العين في منطقة خضراء كثيفة الأشجار وتنتشر فيها الحيوانات والزواحف والحشرات.

## الموقع
تقع عين كور غرب ولاية صلالة في طريق مصنع أسمنت ريسوت وتبعد العين عن مركز الولاية تقريبا 20 كيلو في طريق ترابي وعر غير مسفلت.

## حوادث
أعلنت شرطة عمان السلطانية في أغسطس من العام 2016 وفاة سائح غرقا في العين.

## الخدمات
لا يحتوي موقع عين كور على أي خدمات سياحية قريبة، حيث يبعد الموقع عن مركز المدينة ما يقارب من العشرين كيلو في منطقة غير مأهولة بالسكان وهو ما يشكل عبئ إضافي على السائح، أقرب محطة سياحية متكاملة تبعد عن عين كور ما يقارب من 15 كيلو متر في منطقة سهل أتين السياحية حيث يحتوي المكان على سلسلة مطاعم شعبية ومسجد ودورات مياه ومنتزه للأطفال.

## صور

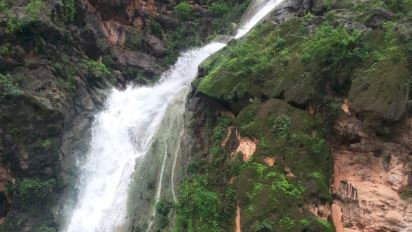
شلال عين كور